# Anatomie der Buchstaben
Die Mikrotypografie der Buchstaben beschreibt die Gestalt von Buchstaben.
Typografen sprechen bildhaft von der Anatomie der Buchstaben.

## Linien und Striche

### Die wichtigsten Striche

Vertikale Schäfte (Antiqua)

Diagonale Schäfte (Antiqua)

Bögen

Linien geben dem Buchstaben wie ein „Skelett“ seine grundlegende Form:
- Ein vertikaler Schaft wird auch Stamm, Standstrich oder Vertikalstrich genannt.
- Für Schräge Schäfte wird teilweise auch der Begriff Diagonale verwendet.
- Gerade horizontale Linien werden Balken, Querbalken, Querstrich oder Arm genannt.
  - Ein im Inneren des Schriftzeichens liegender Balken wird auch Innenbalken genannt.
  - Der obere Balken beim T und Z wird auch Deckstrich genannt.
- Gerundete Linien werden je nach Art und Lage verschieden genannt:
  - Bogen: Rundung etwa beim P, B oder D.
  - Bauch: Rundung etwa beim d, b, p und q.
  - Kurve: Kehre im großen und kleinen S sowie in der 8.
  - Schulter: obere Rundung etwa beim m, n, a und h.

Die Großbuchstaben (Majuskeln) und die Kleinbuchstaben (Minuskeln) kann man in drei Gruppen einteilen:
- Buchstaben mit senkrechten Schäften und waagrechten Querstrichen (Balken/Bögen): E, F, H, I, L, T / f, h, i, j, l, m, n, r, t, u.
- Buchstaben mit schrägen Schäften: A, K, M, N, V, W, X, Y, Z / k, v, w, x, y, z.
- „Runde“ Buchstaben, Buchstaben mit Bögen/Kurven: B, C, D, G, J, O, P, Q, R, S, U / a, b, c, d, e, g, o, p, q, s.

Bei den kursiven Schriften haben die runden Kleinbuchstaben eine ovale Form (tropfenförmig).
Striche nach Schreibrichtung:
- Abstrich/Grundstrich: nach unten geführter Strich.
- Aufstrich: nach oben geführter Strich.

### Strichstärken
Die Strichstärke der senkrechten, diagonalen und waagerechten Strichelemente von Buchstaben können bei Schriften stark variieren, auch innerhalb eines Buchstabens. Dies trifft insbesondere für Antiqua-Schriften zu. Bei Grotesk-Schriften variieren sie meist nur minimal. Aus den unterschiedlichen Strichstärken resultiert ein charakteristischer Strichkontrast.
- Grundstrich oder Schattenstrich: dicker Strich
- Haarstrich: dünner Strich

Als erster beschreibt Feliciano (im Alphabetum Romanum) die grundlegende Proportion beim Versal-I: „Zeichne die Figur in der Stärke des zehntel Teiles des Quadrates.“ Die Strichstärke zur Quadrathöhe ist damit 1:10 und ergibt „schlanke“ Buchstaben. Die heute üblichen Schriftarten haben ein Verhältnis von 1:7 bis 1:9. Weicht die Strichstärke weiter ab, ergibt es „magere“ oder fette Schriftschnitte. Der Grundstrich der Minuskeln ist etwas dünner als bei den Majuskeln.

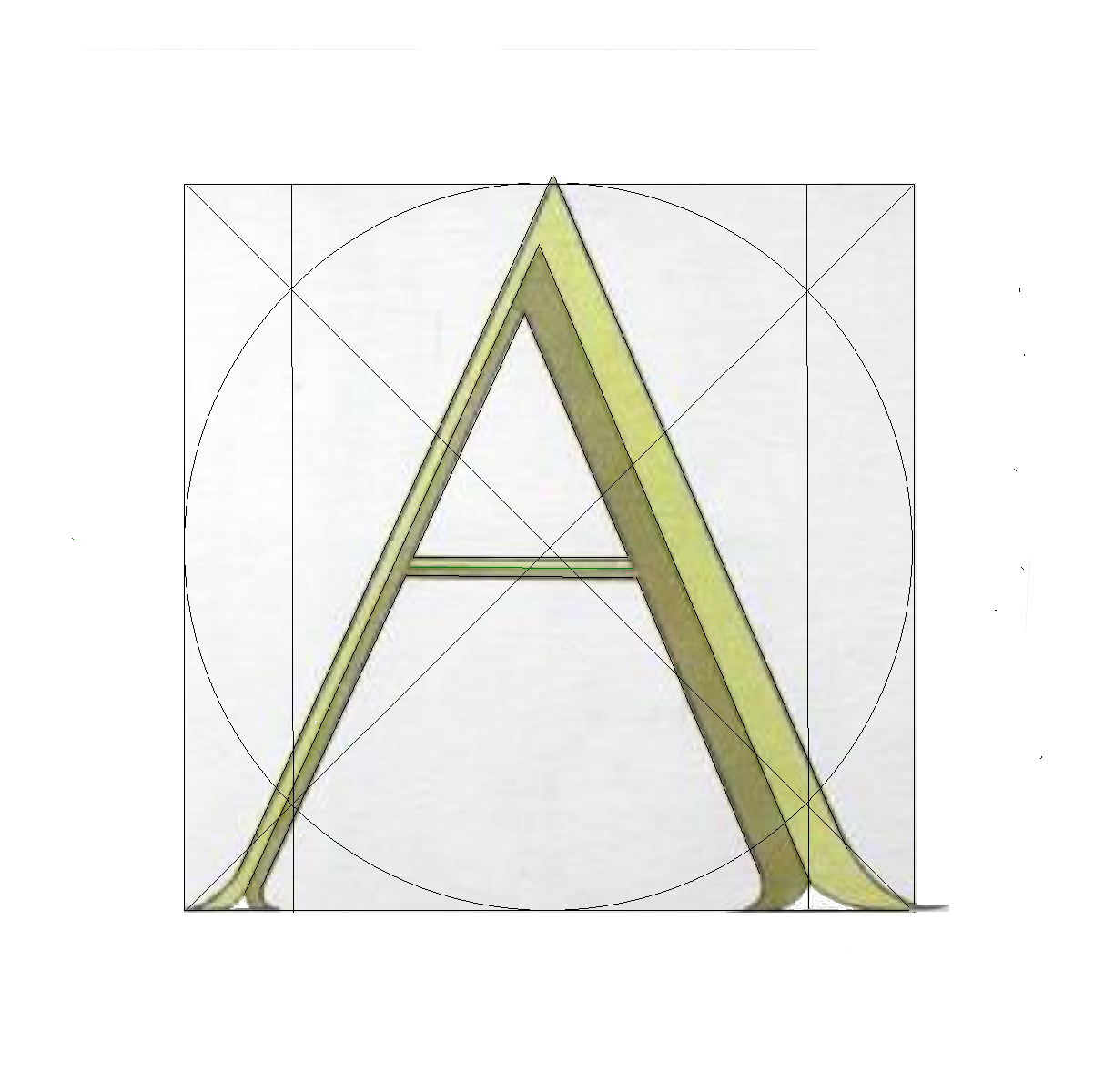
Konstruktionslinien beim A von Feliciano
Verschiedene Schriftstärken
Strichstärken und Buchstabenhöhe

### „Dekorative“ Linienabschlüsse
An den Schaftansätzen und Schaftfüßen können je nach Schriftart Zierabschlüsse sein.
- Bei Antiqua-Schriften sind die Zierabschlüsse Serifen. Als Serifen werden die Linien bezeichnet, welche einen Grundstrich als Ausläufer am Ende quer zu seinem Richtungsverlauf abschließen. Die abgerundete Ecke zwischen dem angrenzenden Strich und der Serife nennt man Kehlung oder Serifenrundung.
- In gebrochenen Schriften gibt es an den Schaftansätzen und Schaftfüßen Quadrangel (wörtlich „Vierecke“).
- Der Anstrich ist ein verjüngter Strichansatz vor dem Grundstrich.
- Der Endstrich ist ein verjüngtes Strichende, verbunden mit einer leichten Bogen nach oben (besonders bei kursiven Schriftarten).
- Ein Tropfen oder ein Kugelende ist eine punktförmige Verdickung. Er bildet sich häufig im Bogen des r, f oder j. Beim 𝗴 heißt es Ohr oder Fähnchen.

Mikrotypografische Fachbegriffe
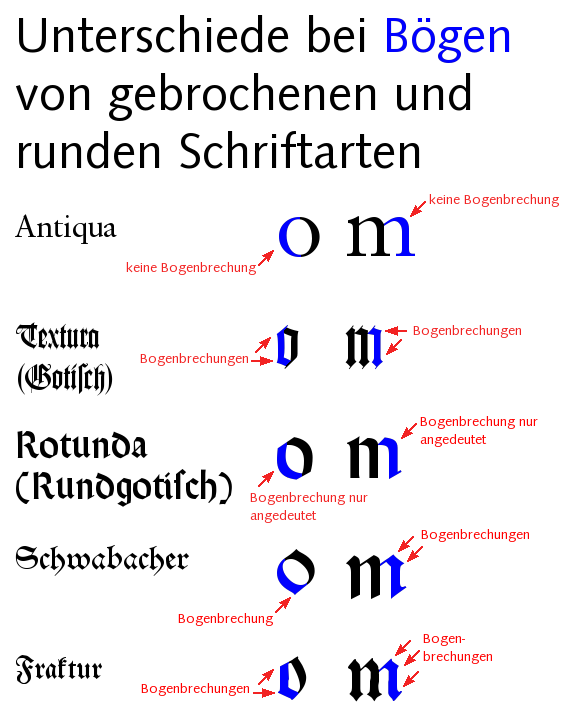
Bögen und „Quadrangel“ bei gebrochener Schrift

## Höhenmaße

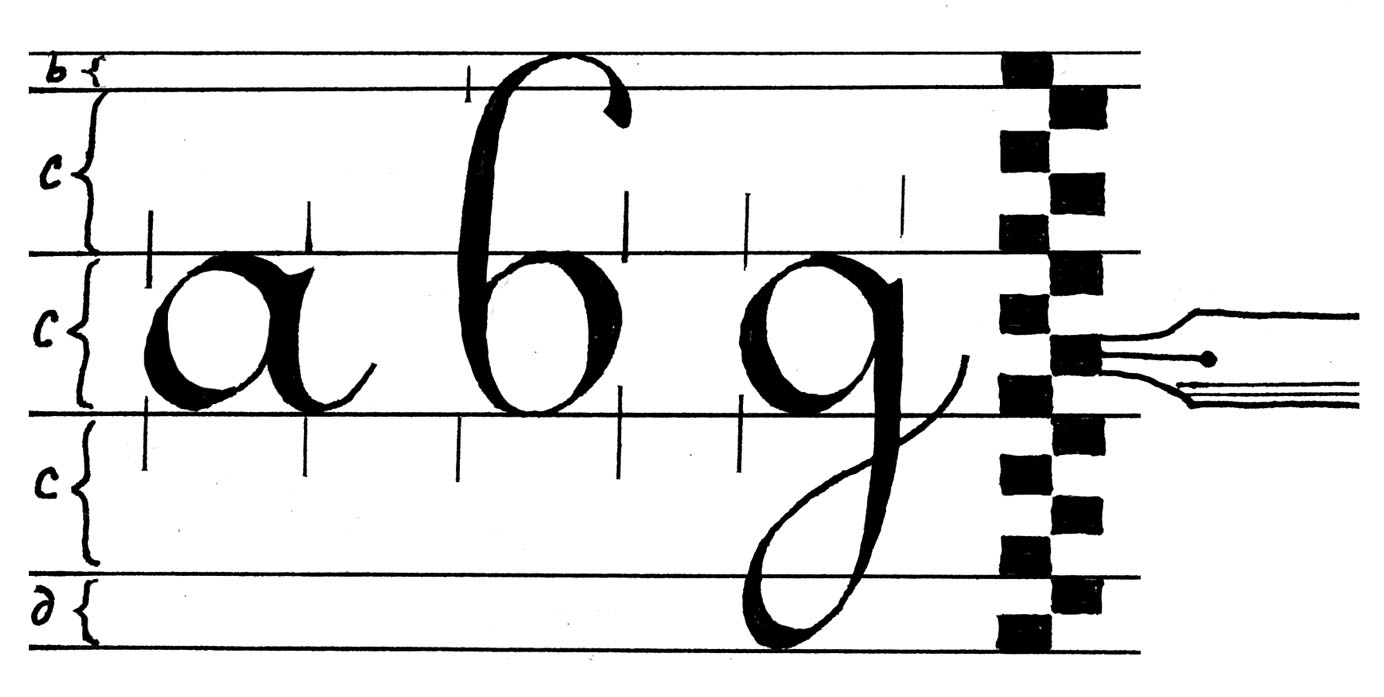
Proportionen der Ober- und Unterlängen bei Kursiven

Die Höhen von A und d sind hier verschieden

Im Artikel Liniensystem (Typografie) werden unter anderem diese Begriffe erläutert:
- Grundlinie, Mittellinie
- Mittellänge, Oberlänge, Unterlänge
- Versalhöhe

Die Großbuchstaben haben seit der römischen Antike eine einheitliche Höhe. Das Höhenverhältnis von Majuskeln zu Minuskeln beträgt oft 8:5, bei kursiven Schriften auch 10:5 oder mehr. Die Oberlängen von b, d, f, h, k und l sind etwas höher als die Majuskeln.
Wenn Buchstaben nicht genau zwischen den Höhenlinien liegen, sondern diese etwas überschreiten, nennt man dies Überhang.
Optischer Ausgleich
Buchstaben, die nur geometrisch-linear konstruiert werden, wirken zu klein. Je nach Strichstärke müssen die Querstriche und Bögen optisch ausgeglichen werden:
- Beim A liegt der Querstrich oft etwas tiefer als in mittlerer Höhe, beim E , F und H liegt der Mittelstrich etwas höher.
- Beim B, R und S ist der obere Bogen etwas kleiner.

## Weitere Begriffe
Zu den weiteren Fachbegriffen zählen:
- Anstrich: Schräg und horizontal. Auch „Nase“, „Ansatz“ oder „Dachansatz“ genannt.
- Auslauf: Endung eines Buchstabens.
- Ausstrich: Verlauf und die Richtung eines Strichs innerhalb eines Buchstabens.
- Bein: Abstrich am K, k und R.
- Cauda: Abstrich am Q. Lateinischer Begriff für „Schwanz“.
- Dickte: Breite eines Buchstabens inklusive der Vor- und Nachbreite.
- Fuß: Unterer Bereich des Abstrichs z. B. am R.
- Hals: Auch „Schaft“ genannt.
- Ligatur: Verbindung von zwei oder mehreren Buchstaben zu einer Einheit.
- Punze: Teilweise oder vollständig geschlossene Innenfläche eines Buchstabens.
- Punkt: Kreisfläche beim i, j und bei den Umlauten.
- Schattenachse: Achse zwischen den Stellen mit der geringsten Strichstärke. Auch „Symmetrieachse“ genannt.
- Scheitel: Wendepunkt, an dem Aufstrich und Abstrich zusammenlaufen.
- Schenkel: Jeweils gegenüberliegende Linien.
- Schleife: Geschlossener oder teilweise geschlossener unterer Bereich eines g. Auch „Schlinge“ genannt.
- Schweif: Bei Script-Schriften als verzierendes Element. In Antiqua-Schriften beim t, y und j zu finden.
- Sporn: Kleine Ecke, die im Zusammenspiel mit Serifen eine Art von optisches Gegengewicht erzeugt. Auch im q und A anzutreffen.
- Steg: Verbindende Linie, die von der Schleife bis zur Grundlinie am g verläuft.
- Taille: Einbuchtungen, die bei Bögen anzutreffen sind.
- Überlauf: Verbindungslinie etwa im a und n.